# Comisionado para el Mercado de Tabacos
El Comisionado para el Mercado de Tabacos (CMT) es un organismo público español, adscrito al Ministerio de Hacienda, a través de la Subsecretaría, que ejerce las competencias de carácter regulador y de vigilancia para salvaguardar la aplicación de los criterios de neutralidad y las condiciones de libre competencia efectiva en el mercado de tabacos en todo el territorio nacional.

## Historia
Este organismo se crea debido a la entrada de España en las Comunidades Europeas que obliga a garantizar la libertad de empresa, consagrado en el artículo lo 38 de la Constitución, a las actividades de elaboración, importación y venta al por mayor de los productos del tabaco.
El objetivo, por tanto, de la creación de este organismo, estaba orientado a sustituir la intervención del Estado en el mercado del tabaco por una nueva actividad meramente reguladora o de vigilancia que salvaguardase la aplicación de los criterios de neutralidad y las condiciones de libre competencia efectiva, de tal forma que, dejando actuar a todos los sujetos que lo deseen, se supervise por un órgano estatal el correcto desenvolvimiento de tal actividad empresarial. En consecuencia, la nueva Ley que creó este organismo, suprimió los monopolios de fabricación, de importación y de comercio al por mayor para las labores de tabaco no procedentes de los Estados miembros de la Unión Europea.
En cambio, siguiendo la jurisprudencia comunitaria y la sentencia del Tribunal de Justicia de las Comunidades Europeas de 14 de diciembre de 1995 (asunto C-387/93 «Caso Banchero»), el monopolio del comercio al por menor de labores de tabaco a favor del Estado a través de la Red de Expendedurías de Tabaco y Timbre. El mantenimiento de la titularidad del Estado en el monopolio de comercio al por menor de labores de tabaco, que continúa revistiendo el carácter de servicio público, constituye un instrumento fundamental e irrenunciable del Estado para el control de un producto estancado como es el tabaco, con notable repercusión aduanera y tributaria. Por añadidura, la continuidad de la amplia red minorista de Expendedurías de Tabaco y Timbre, evita la aparición de oligopolios que podrían afectar negativamente a dicha neutralidad, recortar el derecho de opción del consumidor y promocionar el consumo de tabaco, garantiza al adquirente la regularidad en el abastecimiento y la legalidad y adecuada conservación de los productos, asegura la venta de efectos timbrados y signos de franqueo en todo el territorio nacional.
En julio de 2025 se reformó el organismo, homogeneizando la estructura de este con la del resto de organismos. Así, en primer lugar se creó un Consejo Rector como órgano colegiado de gobierno, al tiempo que se suprimió la Vicepresidencia del Comisionado —que ejercía tareas de gestión interna—, que fue sustituida por una Secretaría General. Por otro lado, el organismo se estructuró en otras tres subdirecciones generales, a saber: Administración del Monopolio de Tabaco y Timbre del Estado; Coordinación Jurídica y de Relación con los Operadores; y Supervisión. Por último, se actualizó el régimen económico, de personal, patrimonial y de contratación, así como se estableció la obligatoriedad de los operadores de relacionarse con el Comisionado a través de medios electrónicos.

## Funciones

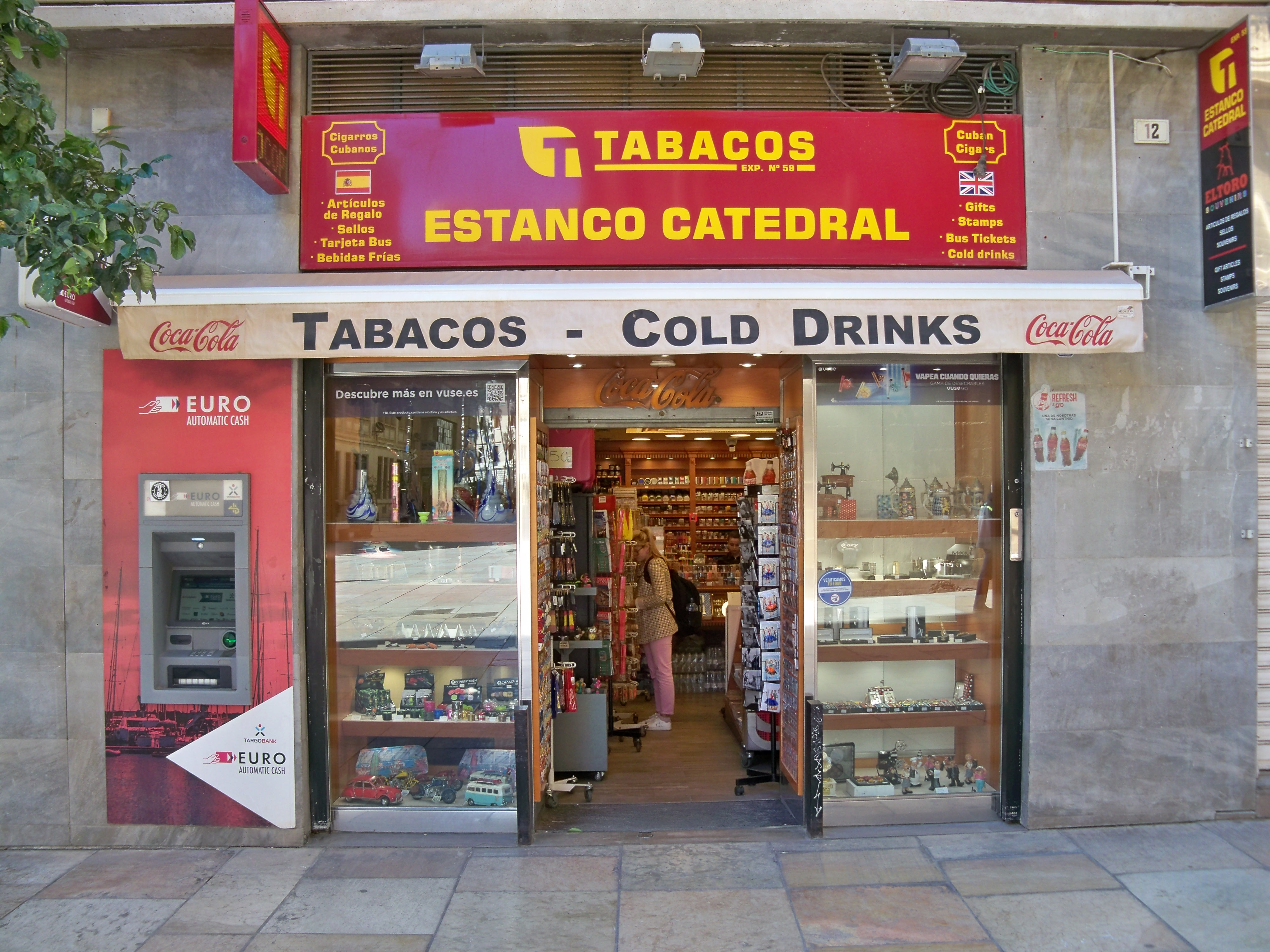
Estanco o expendeduría, establecimiento en el que se vende tabaco, sellos, papel timbrado y otros productos que también tienen prohibida la venta libre.

Las funciones del CMT se regulan en el artículo 5.4 de la Ley 13/1998, de Ordenación del Mercado de Tabacos y Normativa Tributaria, y son:
- Actuar como órgano de interlocución y relación con los distintos operadores del mercado de tabacos, ya fueren fabricantes, importadores, mayoristas, expendedurías de tabaco y timbre o puntos autorizados para la venta con recargo, y con las organizaciones que les representen.
- Vigilar para que los diversos operadores, incluidos los minoristas, en el mercado de tabacos actúen en el marco que respectivamente les corresponde según la presente Ley y su desarrollo reglamentario, ejerciendo a tal fin las facultades de inspección que sean precisas.
- Vigilar la calidad de los productos ofertados, de los utilizados en su elaboración y de los aditivos o sustancias incorporados, sin perjuicio del respeto al secreto de la producción industrial. Igualmente, corresponderá al Comisionado la comprobación del contenido y presupuestos de las actividades promocionales y publicitarias.
- Emitir informes sobre el cumplimiento de los requisitos previstos en los artículos 2, apartado dos[nota 1]; 3, apartados dos y tres[nota 2], de esta Ley, para el establecimiento de nuevos fabricantes, importadores o mayoristas, y de los contemplados en los apartados tres y cuatro del artículo 4[nota 3], para el otorgamiento y revocación de expendedurías de tabaco y timbre.
- Autorizar el establecimiento, en lugares distintos de expendedurías, de puntos de venta al público con recargo, a tenor de lo establecido en el artículo 4, apartado cinco[nota 4].
- Ejercer la actividad de mantenimiento de la Red de Expendedurías de Tabaco y Timbre en materia de cambios y modificaciones de emplazamiento, licenciamiento de almacenes y otras actuaciones conexas que sean encomendadas al Comisionado por vía reglamentaria.
- Vigilar la efectiva aplicación de los criterios sanitarios sobre publicidad, consumo y calidad del tabaco, en colaboración con las demás Administraciones públicas competentes salvo en lo que sea competencia exclusiva de tales Administraciones.
- Desarrollar las funciones a que se refiere el artículo 6, apartado dos [nota 5], de la presente Ley.
- Almacenar y custodiar las labores de tabaco aprehendidas o decomisadas en procedimientos de contrabando y proceder a su destrucción.
- Ejercer las funciones de arbitraje en los conflictos entre operadores que las partes le encomienden, en cuanto no correspondan a otro órgano de la Administración.
- Recibir las denuncias que se presenten por presunta violación de los principios y de las reglas de libre competencia en el mercado de tabacos y remitirlas a los órganos competentes para su tramitación y resolución.
- Ejercer la potestad sancionadora en los términos previstos en el artículo 7.1 de esta Ley.[nota 6]
- Elaborar estadísticas, preparar informes y formular propuestas en materias del ámbito de sus competencias.
- Gestionar los recursos adscritos al Comisionado a que se refiere el apartado ocho del presente artículo.
- Cualquiera otra que se le atribuya legal o reglamentariamente por no estar encomendada a otro órgano de las Administraciones públicas.

En todo caso, las funciones del Comisionado no interferirán en los ámbitos competenciales que, en materia tributaria, aduanera, de represión del contrabando, sanitaria, agraria o de supervisión de la publicidad, correspondan a otros órganos o Departamentos de las Administraciones públicas.

## Estructura
El Comisionado se compone de:
- La Presidencia.
- El Consejo Rector.

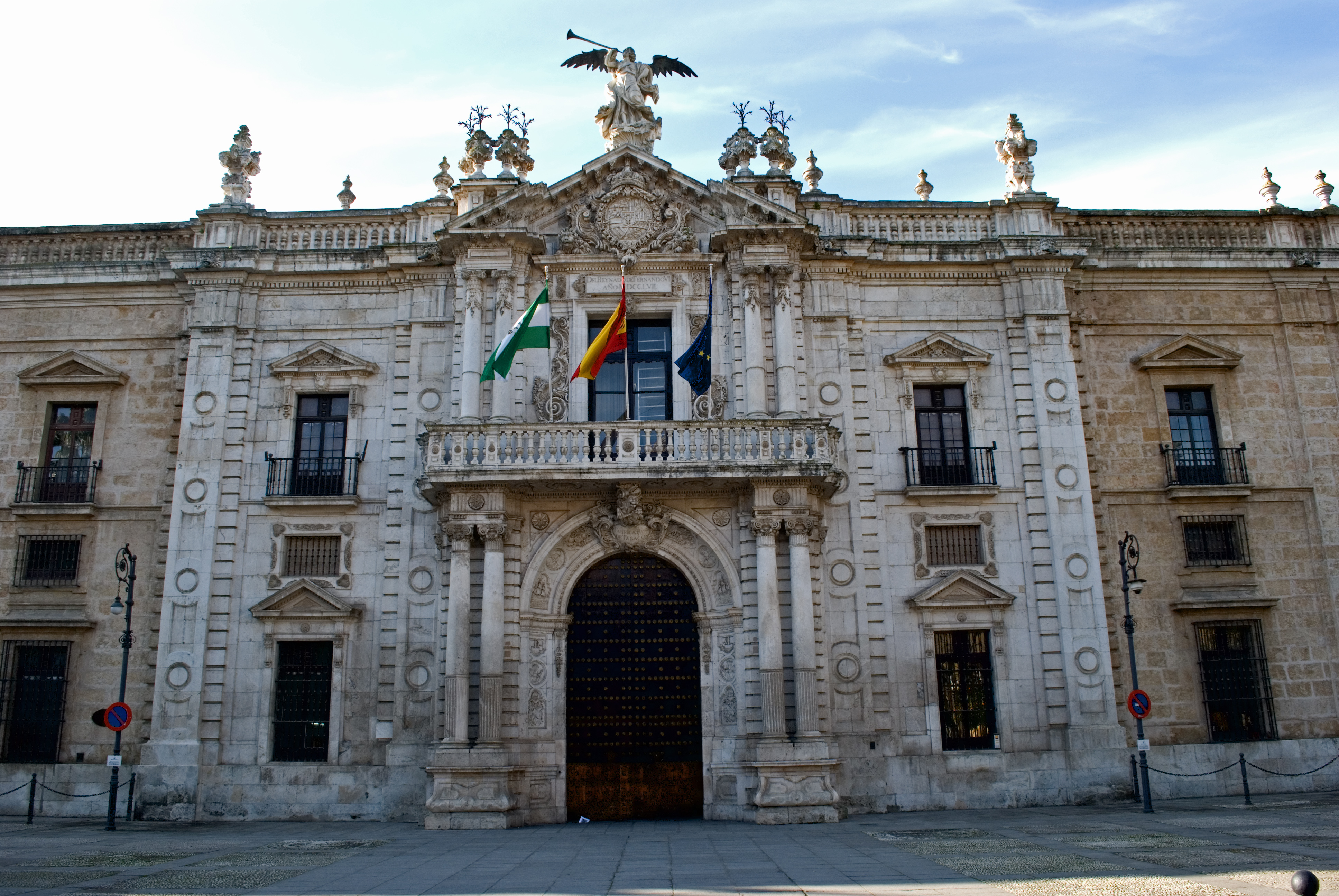
Real Fábrica de Tabacos, sede de la primera fábrica de tabacos establecida en Europa, actual sede del rectorado de la Universidad de Sevilla.

- Comité Consultivo del Comisionado.

### Presidencia
La Presidencia del Comisionado para el Mercado de Tabacos es nombrada y separada por el ministro de Hacienda, tiene rango de Subdirección General y le corresponde la dirección del desarrollo de las actividades del organismo y la fijación de los objetivos de las distintas unidades. En particular, le corresponde:
1. La representación legal y en general la dirección del organismo.
2. La resolución de todos los expedientes y procedimientos, incluso los sancionadores, que sean competencia del Organismo, salvo aquellos que correspondan a la persona titular de la Subsecretaría de Hacienda.
3. Ejercer la dirección de personal y de los servicios y actividades del organismo.
4. Elaborar la propuesta de relación de puestos de trabajo, en el marco de los criterios establecidos por el Ministerio de Hacienda, respetando el límite de gasto de personal establecido en el presupuesto.
5. La elaboración del anteproyecto de presupuestos y del plan de actuación del organismo, que se remitirán al Ministerio de Hacienda a través de la Subsecretaría.
6. La contratación del personal no funcionario, previo cumplimiento de la normativa aplicable al respecto.
7. Dictar instrucciones y circulares sobre las materias que sean competencia del organismo.
8. Actuar como órgano de contratación, de acuerdo con lo previsto en el artículo 17 de su estatuto.
9. Aprobar gastos y ordenar pagos.
10. Ordenar la gestión, administración, liquidación y notificación de la tasa a que se refiere el anexo a la Ley de Ordenación del Mercado de Tabacos y Normativa Tributaria.
11. Resolver los conflictos entre operadores cuyo arbitraje las partes le encomienden.
12. Presidir el Comité Consultivo del organismo autónomo y sus comisiones.
13. En general, ejercer todas aquellas funciones o competencias que, en la ley, en el estatuto o en sus respectivas normas de desarrollo, no se asignen a otro órgano específico.

#### Órganos administrativos
De la Presidencia depende la Administración del Comisionado para el Mercado de Tabacos, que se integra por:
- La Secretaría General, con rango de Subdirección General, a la que corresponden la jefatura y coordinación de los servicios de contratación, gestión económico-financiera, recursos humanos, régimen interior y el resto de los servicios comunes, así como ejercer la vicepresidencia del Comité Consultivo.
- La Subdirección General de Administración del Monopolio de Tabaco y Timbre del Estado, a la que corresponden las siguientes funciones:
  - La administración y gestión de la red de expendedurías de tabaco y timbre del Estado, la autorización de los puntos de venta con recargo y la homologación de máquinas expendedoras de productos de tabaco.
  - El ejercicio de las funciones públicas relativas a la distribución física del timbre del Estado y signos de franqueo.
  - El mantenimiento y actualización de los registros de operadores minoristas, sus instalaciones y máquinas expendedoras.
- La Subdirección General de Coordinación Jurídica y de Relación con los Operadores, a la que corresponden las siguientes funciones:
  - En relación con los operadores mayoristas, la comprobación de las condiciones y requisitos de fabricación, importación y comercio al por mayor de productos de tabaco, de las actividades promocionales o publicitarias de productos de tabaco y el mantenimiento y actualización de los registros de operadores mayoristas, instalaciones y maquinaria.
  - El control de los ingredientes, emisiones, etiquetados, envasados, denominaciones y presentaciones de productos de tabaco.
  - La gestión del almacenamiento, custodia y destrucción del tabaco y la maquinaria que correspondan al Comisionado para el Mercado de Tabacos conforme a la normativa aplicable.
  - La coordinación jurídica y en el ámbito internacional y de la Unión Europea.
- La Subdirección General de Supervisión, a la que corresponden las siguientes funciones:
  - La jefatura y coordinación de las actividades de supervisión e inspección de los operadores competencia del Comisionado para el Mercado de Tabacos.
  - La recepción y tramitación de denuncias y solicitudes de iniciación de procedimientos sancionadores competencia del Comisionado para el Mercado de Tabacos.
  - La coordinación de las actuaciones previas y de la instrucción y tramitación de los procedimientos sancionadores competencia del Comisionado para el Mercado de Tabacos.

### Consejo Rector
El Consejo Rector constituye el máximo órgano colegiado de gobierno del Comisionado para el Mercado de Tabacos. Forman parte de este órgano:
- El titular de la Presidencia del Comisionado, que lo es también del Consejo Rector, salvo que asista el titular de la Subsecretaria.
- Nueve vocales en representación de:
  1. La Secretaría de Estado de Hacienda.
  2. La Secretaría de Estado de Presupuestos y Gastos.
  3. La Secretaría de Estado de Economía y Apoyo a la Empresa.
  4. La Secretaría de Estado de Comercio.
  5. La Subsecretaría del Ministerio de Hacienda.
  6. La Dirección General de Tributos.
  7. El Departamento de Aduanas de la Agencia Estatal de Administración Tributaria.
  8. El Ministerio de Agricultura, Pesca y Alimentación.
  9. El Ministerio de Sanidad.
- La Secretaría, que será ejercida por el subdirector general que designe la presidencia o, en su defecto, el titular de la Secretaría General.

### Comité Consultivo y Comisiones Asesoras
Existe un órgano asesor llamado Comité Consultivo del Comisionado, cuyas funciones son las generales de asistencia y asesoramiento al Comisionado en todas las materias relativas al mercado de tabacos, a su organización y funcionamiento y, en particular, las siguientes, que ejercer emitiendo el correspondiente informe al Comisionado:
1. Informar en relación con las normas que hayan de dictarse regulando el mercado de tabacos en su aspecto organizativo, sanitario y de regulación de la publicidad.
2. Debatir, emitiendo, en su caso, el correspondiente informe, sobre cuestiones que afecten al indicado mercado o sobre aquellas otras respecto de las que pida su parecer el presidente del Organismo o lo solicite un 20 por 100 de los miembros del Comité.
3. Emitir informe en relación con el cumplimiento de los requisitos previstos en los artículos 2, apartado dos, y 3, apartados dos y tres, de la Ley 13/1998, de 4 de mayo, y su desarrollo reglamentario para el establecimiento de nuevos fabricantes, importadores y mayoristas.
4. Emitir informe en relación con el cumplimiento de los requisitos previstos en el artículo 4, apartados tres y cuatro, de la Ley 13/1998, de 4 de mayo, para el otorgamiento y revocación de expendedurías de tabaco y timbre.
5. Debatir e informar sobre cuestiones centrales de la economía agrícola e industrial del tabaco, haciendo llegar a la Administración, a través del Comisionado, la opinión del sector sobre tales extremos.

## Presidentes
1. Santiago Cid Fernández (1998-2000)[6]
2. Tomás Suárez-Inclán González (2000-2004)[7]
3. Felipe Sivit Gañán (2004-2012)
4. Juan Luis Nieto Fernández (2012-2017)
5. Isabel Eugenia Juliani Fernández de Córdoba (2017-2019)[8]
6. Luis Gavira Caballero (2020-presente)[9]

## Presupuesto
| Década 1990 | Década 1990 | Década 1990 | Década 1990 | Década 2000 | Década 2000  | Década 2000 | Década 2000 | Década 2010 | Década 2010  | Década 2010 | Década 2010 | Década 2020 | Década 2020  | Década 2020 | Década 2020 |
| Año         | Presupuesto | Variación   | Ref.        | Año         | Presupuesto  | Variación   | Ref.        | Año         | Presupuesto  | Variación   | Ref.        | Año         | Presupuesto  | Variación   | Ref.        |
| ----------- | ----------- | ----------- | ----------- | ----------- | ------------ | ----------- | ----------- | ----------- | ------------ | ----------- | ----------- | ----------- | ------------ | ----------- | ----------- |
| 1998        | -           | -           | -           | 2001        | 8.972.119 €  | 25,21 %     | [ 10 ]      | 2011        | 9.374.490 €  | 8,60 %      | [ 11 ]      | 2021        | 25.976.820 € | 21,26 %     | [ 12 ]      |
| 1999        | 4.911.633 € | 0 %         | [ 13 ]      | 2002        | 9.929.440 €  | 10,67 %     | [ 14 ]      | 2012        | 23.500.000 € | 150,68 %    | [ 15 ]      | 2022        | 28.866.540 € | 11,12 %     | [ 16 ]      |
| 2000        | 7.165.789 € | 45,89 %     | [ 17 ]      | 2003        | 9.859.670 €  | 0,70 %      | [ 18 ]      | 2013        | 24.000.000 € | 2,13 %      | [ 19 ]      | 2023        | 30.171.570 € | 4,52 %      | [ 20 ]      |
|             |             |             |             | 2004        | 10.545.990 € | 6,96 %      | [ 21 ]      | 2014        | 24.477.990 € | 1,87 %      | [ 22 ]      | 2024        | 30.171.570 € | 0 %         | [ 20 ]      |
|             |             |             |             | 2005        | 10.913.780 € | 3,49 %      | [ 23 ]      | 2015        | 24.881.890 € | 1,77 %      | [ 24 ]      | 2025        | 30.171.570 € | 0 %         | [ 20 ]      |
|             |             |             |             | 2006        | 11.981.220 € | 9,78 %      | [ 25 ]      | 2016        | 28.761.000 € | 15,59 %     | [ 26 ]      |             |              |             |             |
|             |             |             |             | 2007        | 10.501.150 € | 12,35 %     | [ 27 ]      | 2017        | 33.751.120 € | 17,35 %     | [ 28 ]      |             |              |             |             |
|             |             |             |             | 2008        | 10.656.290 € | 1,48 %      | [ 29 ]      | 2018        | 32.990.240 € | 2,25 %      | [ 30 ]      |             |              |             |             |
|             |             |             |             | 2009        | 10.691.260 € | 0,33 %      | [ 31 ]      | 2019        | 32.990.240 € | 0 %         |             |             |              |             |             |
|             |             |             |             | 2010        | 10.256.680 € | 4,06 %      | [ 32 ]      | 2020        | 32.990.240 € | 0 %         |             |             |              |             |             |

* El presupuesto de los años 1998 a 2001 es una conversión de pesetas a euros (1 euro = 166,3860 pesetas).